# باتشالکی
باتشالکی (به چکی: Bačalky) یک منطقهٔ مسکونی در جمهوری چک است که در شهرستان ییچین واقع شده‌است.